# Dziewczynka ukraińska (obraz Stanisława Masłowskiego)
Dziewczynka ukraińska – obraz – akwarela polskiego malarza Stanisława Masłowskiego (1853–1926) z 1878 roku (najpóźniej), opatrzona sygnaturą widoczną u dołu po prawej: „S. MASŁOWSKI”, według stanu w 2022 roku – zaginiona. W latach przed powstaniem warszawskim 1944 roku znajdowała się w zbiorach prywatnych w Warszawie
Oryginał tej akwareli – jak podawał syn artysty, historyk sztuki – było to drobne studium akwarelowe, które zaginęło w Warszawie w 1944 r. Początkowo należało ono do zbiorów poety Józefa Jankowskiego, a potem – do malarki Marii Koźniewskiej. Pochodziło z 1878 r. (nie później). Świadczy o tym jego drzeworytnicza reprodukcja zamieszczona w „Tygodniku Ilustrowanym” 1878, półr. I, s. 145 – pod odmiennym tytułem: „W chacie rusińskiej”. W zbiorach syna artysty ocalała jego kopia fotograficzna. Właśnie ona została zamieszczona na niniejszej stronie.

## Opis
Prezentowana tu akwarela z 1878 roku (nie później) – to „Dziewczynka ukraińska” siedząca przy piecu. Była ona w tymże roku opublikowana jako ilustracja drzeworytnicza pod odmienną nazwą: „W chacie rusińskiej. Centralną część akwareli zajmuje figura dziecka – dziewczynki z naszyjnikiem z koralików – ubranej w białą koszulę, ozdobny, bogato dekorowany, wyszywany kaftan i równie dekoracyjny fartuszek. Prawa część szkicu ukazuje zarysy wnętrza pieca.

## Dane uzupełniające
Syn artysty – historyk sztuki zestawiał opisywany obraz z pokrewną jej – wcześniejszą o rok (1877) – akwarelą pod nazwą „Cyganka” – podkreślając dostrzegalny w obu „dyskretny linearyzm, płaszczyznowość i kolor, i jakieś przedziwne nie spotykane w tej epoce uproszczenia formy obok ornamentalnego rozkwitu innych partii”. Jego zdaniem – akwarele te wyprzedzały epokę „o dobre 30 lat, malowane płaską plamą barwną”. Wiązał je bowiem ze znacznie późniejszym (1898) „Chartem” i jeszcze późniejszą (1912) „Kawiarnią arabską” z Tunisu. Traktował je jako „nieplanowaną próbę dekoracyjnego rozwiązania formy w kolorze, czerpiącą soki z wrodzonego malarskiego instynktu” artysty i łączył z problematyką malarstwa poimpresjonistycznego.
Opisywane studium akwarelowe jest dziełem dwudziestopięcioletniego artysty, pochodzącym z wczesnych, młodzieńczych „naiwnych” lat jego twórczości – z okresu „ukraińskich prymitywów” – jako wyraz wrodzonych „instynktownych”, nie w pełni uświadomionych uzdolnień i predyspozycji artysty. Rzeczywiście była to epoka, która upływała mu – podobnie, jak wielu jego kolegom – pod przemożnym urokiem stylu życia, kozackiej tradycji, kultury, przyrody i krajobrazu stepów XIX-wiecznej Ukrainy. Masłowski przynajmniej czterokrotnie odwiedzał ten kraj w latach 1870-ych i 1880-ych (w roku 1875, 1876, 1878 i 1886) i spędzał tam po kilka miesięcy. Potwierdza to jego korespondencja z Ukrainy z 1876 roku do kolegi Władysława Leszczyńskiego – pisana częściowo po ukraińsku (!) – z Rzewuchy, Wołodarki i Skwiry – opublikowana później (1957) przez jego syna – historyka sztuki w opracowaniu: „Stanisław Masłowski – Materiały do życiorysu i twórczości”.
Opisywana akwarela – to jeden z licznych przykładów tematyki ukraińskiej w polskiej sztuce, a nawet w szeroko pojmowanej kulturze polskiej i należy do obszernego dziewiętnastowiecznego ukraińskiego wątku tematycznego widocznego nie tylko w malarstwie (u takich twórców, artystów-malarzy, jak Józef Brandt, Juliusz Kossak, Józef Chełmoński, Leon Wyczółkowski), ale już wcześniej w literaturze. Masłowski dostrzegł jednak odmienną Ukrainę – „niepodobną do szlacheckiej, rycerskiej, myśliwskiej Ukrainy Kossaka, Brandta i Chełmońskiego. Zobaczył ją oczyma wyobraźni i zaczął jak bajkę dziecinną inscenizować w swoich młodzieńczych kompozycjach pracownianych”. Ten odmienny, indywidualny sposób postrzegania ówczesnej Ukrainy reprezentuje omawiana akwarela.
Obraz był reprodukowany w publikacjach
- Stanisław Masłowski – Materiały do życiorysu i twórczości...op.cit., ilustracja czarno-biała, poza tekstem, poz.21, fot. J. Styczyński
- „Tygodnik Illustrowany” 1878, półr. I, s. 145 pod odmiennym tytułem „W chacie rusińskiej” – jako reprodukcja drzeworytnicza[11]

## Literatura
- „Stanisław Masłowski: Akwarele – 12 reprodukcji barwnych”, Warszawa 1956, ze wstępem Macieja Masłowskiego, wyd. Sztuka
- Stanisław Masłowski: Materiały do życiorysu i twórczości, oprac. Maciej Masłowski, Wrocław, 1957, wyd. „Ossolineum”
- Polski Słownik Biograficzny, Wrocław – Warszawa – Kraków – Gdańsk, 1975, wyd. „Ossolineum”, tom XX/1, zesz.84, s. 129–131 – hasło: „Masłowski Stanisław (1853-1926)”
- „Tygodnik Illustrowany” 1878, półr. I, s. 145
- Ludwik Grajewski: Bibliografia ilustracji w czasopismach polskich XIX i pocz. XX w. (do 1918 r.), Warszawa 1972, Państwowe Wydawnictwo Naukowe.